# ライタ川

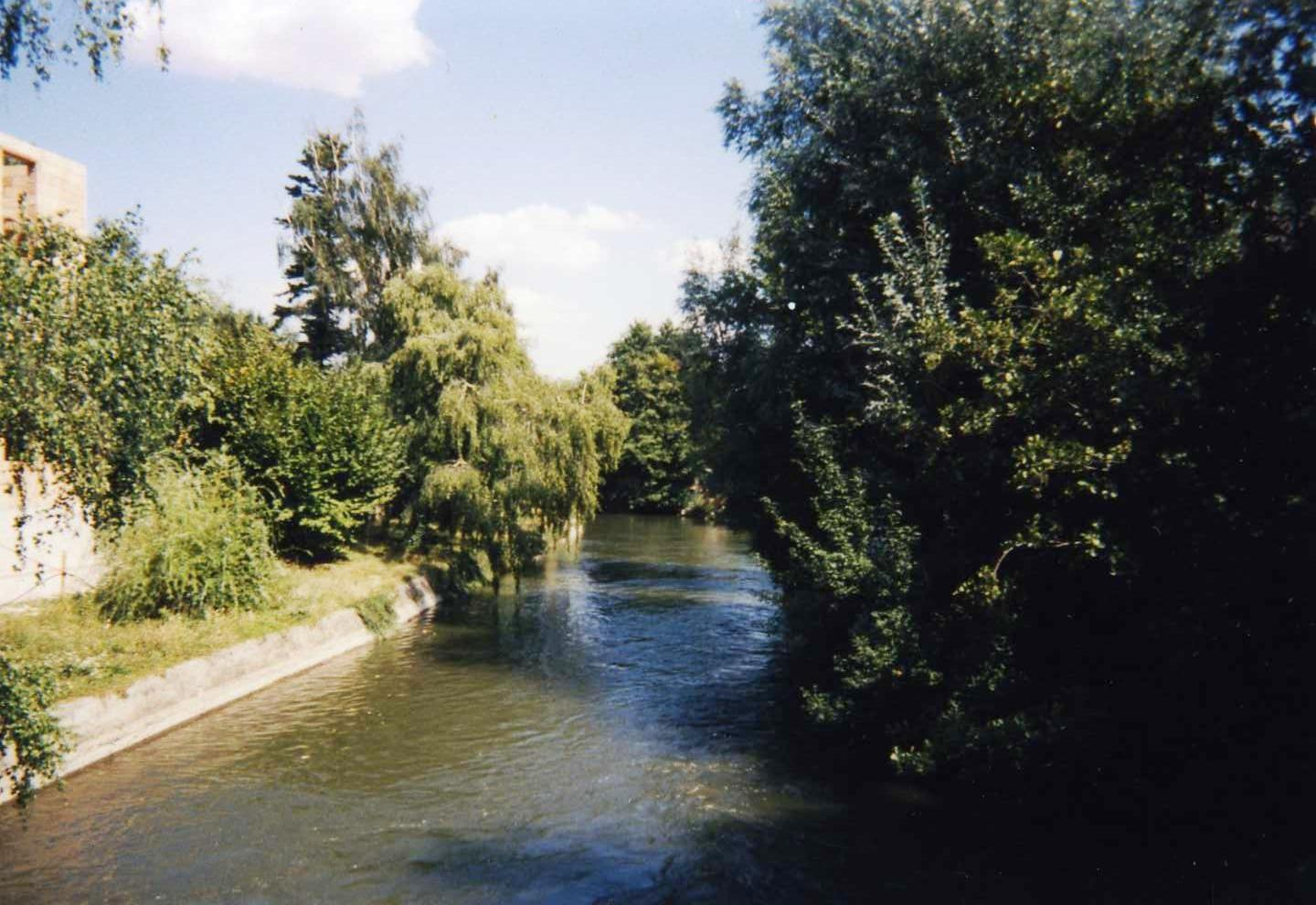
ライタ川

ライタ川（ドイツ語: Leitha, ハンガリー語: Lajta, Lajtha）は、オーストリア東部のウィーン盆地付近を源流として発し、ハンガリーのモションマジャローヴァール付近でドナウ川に合流する河川である。

## 概要
かつてはハンガリー王国とオーストリア帝国の国境になっていた。
ライタ川以東を「トランスライタニエン」、以西（ハンガリー王国以外のオーストリア帝国の州）を「ツィスライタニエン」といった。ただこれはあくまでオーストリア方面から見た場合であり、ハンガリー語で"lajtántúl"「ライタ川の向こう（ライターントゥール、カタチではトランスライタニエン）」といった場合にはオーストリア側を指し、"lajtáninnen"「ライタ川からこちら（ライターニンネン、カタチではツィスライタニエン）」といった場合はハンガリーを指す。
現在はブルゲンラント州とニーダーエースターライヒ州の州境となっている。
1246年に、バーベンベルク家の最後の君主であるフリードリヒ2世がライタ川付近でハンガリー王国とハールィチ・ヴォルィーニ大公国の連合軍と戦って、戦死を遂げている。

## 川沿いの主な都市
- （ライタフェー）
- エーベンフルト Ebenfurth ＆ノイフェルト・アン・デア・ライタ Neufeld an der Leitha
- ヴァンパースドルフ Wampersdorf ＆ヴィンパッシング・アン・デア・ライタ Wimpassing an der Leitha（ヴィンパーツ）
- ドイチュ・ブローダースドルフ Deutsch Brodersdorf ＆ライタプローダースドルフ Leithaprodersdorf（ライタポルダーニ）
- トラウトマンスドルフ・アン・デア・ライタ Trautmannsdorf an der Leitha
- ブルック・アン・デア・ライタ Bruck an der Leitha ＆ブルックノイドルフ Bruckneudorf
- ローラウ Rohrau
- ドイチュ・ハスラウ Deutsch-Haslau ＆ポッツノイジードル Potzneusiedl
- ガッテンドルフ Gattendorf
- ツルンドルフ Zurndorf
- ニッケルスドルフ Nickelsdorf
- ヘジェシュハロム Hegyeshalom
- モションマジャローヴァール Mosonmagyaróvár - モション・ドゥナ川 Moson-Duna に合流